# Pecorino siciliano
Il Pecorino siciliano, in siciliano "tumazzu", è un formaggio a denominazione di origine protetta prodotto esclusivamente con latte di pecora nel territorio siciliano.

## Storia
Il Pecorino siciliano è un formaggio che proviene dal mondo greco classico. La prima citazione storica riconosciuta è nell'Odissea, nella parte del racconto in cui si narra l'incontro di Ulisse con Polifemo. Successivamente, anche Aristotele e Plinio il Vecchio, quest'ultimo nella Naturalis Historia, si sono concentrati sul procedimento di creazione del formaggio.
Il 12 giugno 1996 la Commissione europea riconosce la DOP con decreto CE n. 1107/96.

## Caratteristiche principali
È un formaggio a pasta dura bianca, dal colore e sapore forte. Di forma cilindrica, con una faccia leggermente concava. 

## Processo di produzione
Il pecorino siciliano viene prodotto unicamente con latte di pecora crudo intero, a cui viene aggiunto il caglio in un tino di legno. Si passa poi all'incanestratura e successivamente alla salatura.
Può essere consumato a un livello più o meno alto di stagionatura. Le sue caratteristiche cambiano secondo il livello di stagionatura. 

## Zone di produzione
Viene prodotto in tutta la Sicilia.

## Stagionatura
Il Disciplinare di produzione (G.U. n. 248 del 7 ottobre 2020)  prevede le seguenti tipologie:
- Fresco con 20-30 giorni di maturazione e un peso variabile da 3 a 5Kg.
- Semistagionato con 45-90 giorni di maturazione e un peso variabile da 3 a 5Kg.

- Stagionato almeno 120 giorni di maturazione e un peso variabile da 6 a 14 Kg.

## Altri formaggi pecorini siciliani
Accanto al pecorino siciliano il ministero dell'agricoltura, della sovranità alimentare e delle foreste (Masaf) ha riconosciuto ad altri formaggi pecorini siciliani la denominazione prodotti agroalimentari tradizionali italiani (P.A.T.):
- Belicino
- Caciotta degli Elimi
- Canestrato
- Maiorchino
- Pecorino rosso
- Piddiato